# Viatore (comes)
Viatore (latino: Viator; fl. 480) era comes di Giulio Nepote, imperatore romano d'Occidente che nel 475 era stato scacciato dall'Italia e si era rifugiato in Dalmazia.
Nel 480, assieme all'altro comes Ovida, uccise a tradimento Nepote nella sua villa nei pressi di Salona (25 aprile, 9 maggio o 22 luglio). È possibile che l'assassinio sia stato orchestrato dal vescovo di Salona, Glicerio, imperatore prima di Nepote e da questi deposto e obbligato a diventare sacerdote. Della sua fine non  si sa nulla anche se probabilmente fu sconfitto ed ucciso da Odoacre insieme con Ovida.